# Proboehmia tubirostris
Proboehmia tubirostris là một loài nhện biển trong họ Ammotheidae. Chúng được miêu tả khoa học năm 1991 bởi Stock.